# Малое Рогозеро
Малое Рогозеро — озеро на территории Куземского сельского поселения Кемского района Республики Карелия.
Площадь озера — 1,5 км², площадь водосборного бассейна — 775 км². Располагается на высоте 64,2 метров над уровнем моря.
Форма озера лопастная, продолговатая; вытянуто с юга на север. Берега изрезанные, каменисто-песчаные, местами заболоченные.
Через озеро протекает река Поньгома.
В озере расположены три острова различной площади без названия.
Населённые пункты и автодороги возле озера отсутствуют. Ближайший — посёлок Кривой Порог — расположен в 28,5 км к югу от озера.
Код объекта в государственном водном реестре — 02020000711102000003924.